# Hôn nhân cùng giới ở Quần đảo Cayman
Hôn nhân cùng giới hiện không được công nhận ở Quần đảo Cayman. Luật pháp của hòn đảo định nghĩa hôn nhân là giữa một nam và một nữ. Một vụ kiện trước Tòa án lớn đã thách thức thành công lệnh cấm này vào tháng 3 năm 2019, tuy nhiên, Chính phủ đã kháng cáo quyết định của Tòa án phúc thẩm, và phán quyết đã được giữ nguyên.

## Lịch sử
Năm 2006, nhóm hoạt động "People for Referendum" của Cayman bắt đầu phản đối quyền LGBT và hôn nhân cùng giới, sau khi Tòa án tối cao Hà Lan ra phán quyết Aruba phải công nhận hôn nhân cùng giới đã đăng ký tại Hà Lan. "Người trưng cầu dân ý" chỉ trích phán quyết, cho rằng Văn phòng Đối ngoại và Thịnh vượng chung (FCO) của Anh có thể buộc công nhận hợp pháp các cuộc hôn nhân cùng giới ở Quần đảo Cayman.

Luật đồng tính luyến ái ở Trung Mỹ và quần đảo Caribbean.
Hôn nhân cùng giới
Loại hình hợp tác khác
Sống chung không đăng ký
Hôn nhân cùng giới nước ngoài được công nhận
Không có sự công nhận của các cặp cùng giới
Hiến pháp giới hạn hôn nhân với các cặp đôi khác giới
Hoạt động tình dục cùng giới bất hợp pháp nhưng không được thực thi
Hoạt động tình dục cùng giới chỉ bất hợp pháp đối với nam giới
Hoạt động tình dục cùng giới bất hợp pháp đối với nam và nữ

Hiến pháp mới, được phê duyệt vào tháng 6 năm 2009, lưu ý rằng chính phủ "sẽ tôn trọng" quyền của mọi người đàn ông và phụ nữ chưa kết hôn theo luật định, được tự do kết hôn với một người của khác giới và để tìm một gia đình. Tuy nhiên, hiến pháp không xác định rõ ràng thuật ngữ "hôn nhân" và cũng không cấm rõ ràng hôn nhân cùng giới.
Vào tháng 8 năm 2015, dưới ánh sáng của Oliari and Others v Italy, một trường hợp trong đó Tòa án Nhân quyền châu Âu (ECHR) phán quyết rằng đó là sự phân biệt đối xử đối với các cặp cùng giới, Hội đồng Lập pháp nhất trí (tiết kiệm cho bốn điều kiêng kị) khẳng định lại lệnh cấm kết hôn cùng giới. ECHR có luật học đối với Quần đảo Cayman.
Vào năm 2015, Thủ hiến Quần đảo Cayman, Alden McLaughlin, đã chỉ ra rằng Chính phủ của ông đang kiểm tra luật nhập cư và các quy định để tìm cách cho phép các cặp cùng giới kết hôn hợp pháp ở các khu vực tài phán khác vợ chồng được công nhận là người phụ thuộc.
Vào tháng 7 năm 2016, Tòa phúc thẩm Di trú của đảo phán quyết ủng hộ một người đồng tính nam muốn được thêm vào giấy phép lao động của người phối ngẫu của mình như một người phụ thuộc. Đơn của hai người đàn ông đã được thực hiện 14 tháng trước khi phán quyết và đã bị chính quyền từ chối; sau đó họ đã đệ đơn kiện. Một phán quyết tháng 7 năm 2016 của Tòa án Nhân quyền Châu Âu có ý nghĩa quan trọng đối với vụ kiện. ECHR nhận thấy rằng việc từ chối cấp giấy phép cư trú cho một cặp cùng giới ở Ý với lý do gia đình là sự phân biệt đối xử không chính đáng. Bất chấp phán quyết này, cơ quan di trú sau đó đã từ chối cấp quyền phụ thuộc cho hai cặp đôi đồng tính người Cayman khác. Hai cặp vợ chồng đã buộc phải rời khỏi Quần đảo Cayman, mặc dù một đối tác là người Cayman. Vào tháng 12 năm 2017, Colors Cayman, một nhóm LGBT, đã nêu ra những mối quan tâm này với Liên minh châu Âu với hy vọng nó sẽ giải quyết sự bất bình đẳng này.
Vào ngày 6 tháng 10 năm 2016, Hội đồng lập pháp của Quần đảo Cayman đã bỏ phiếu chống lại đề xuất tổ chức trưng cầu dân ý về việc lãnh thổ có nên hợp pháp hóa hôn nhân cùng giới hay không. Đề xuất đã được bỏ phiếu xuống 9-8. Nó đã được đệ trình bởi MLA Anthony Eden sau khi Tòa phúc thẩm Di trú ra phán quyết cho phép đối tác cùng giới của người có giấy phép lao động ở lại Quần đảo Cayman như một người phụ thuộc vào giấy phép đối tác của anh Thủ tướng Alden McLaughlin bày tỏ sự phản đối đề xuất trưng cầu dân ý. Trong những tuần trước khi bầu cử 2017, chuyên gia pháp lý Tiến sĩ Leo Raznovich đã mời các cặp cùng giới trên đảo thách thức lệnh cấm hôn nhân cùng giới trong luật Cayman, cho rằng việc thiếu thể hiện sự cấm đoán trong Hiến pháp và luật pháp địa phương đối với hôn nhân cùng giới kích hoạt các phần 24 và 25 của Hiến pháp. Ngay sau khi nhậm chức, Toàn quyền Anwar Choudhury đã tuyên bố hỗ trợ cho kết hợp dân sự.

### Vụ kiện
Vào tháng 4 năm 2018, một cặp đôi đồng tính nam người Anh gốc Cayman, Chantelle Day và Vickie Bodden, tiết lộ ý định nộp đơn kiện thách thức lệnh cấm kết hôn cùng giới theo luật định của Quần đảo Cayman, sau khi đơn xin kết hôn của họ bị từ chối Đăng ký. Cặp đôi chính thức đệ đơn kiện với Tòa án lớn vào ngày 20 tháng 6 năm 2018, lập luận rằng phần  Luật hôn nhân  của Cayman, định nghĩa hôn nhân là giữa "một người và một phụ nữ ", không tương thích với các quyền khác nhau được bảo đảm theo Hiến pháp.
Những tranh luận bằng miệng trong vụ án đã được tòa án xét xử, cụ thể là Chánh án Anthony Smellie, vào tháng 2 năm 2019. Trong các cuộc tranh luận, các luật sư đại diện cho chính phủ thừa nhận rằng có một trường hợp thuyết phục, theo hiến pháp, các cặp cùng giới có quyền tham gia một liên minh dân sự hoặc quan hệ đối tác trong nước, mặc dù họ cho rằng việc tạo ra như vậy một kế hoạch nên để lại cho các nhà lập pháp. Vụ án đã thành công, với hôn nhân cùng giới được hợp pháp hóa vào ngày 29 tháng 3 năm 2019. Công lý Smellie cho rằng việc ngăn chặn các cặp cùng giới tiếp cận hôn nhân và bộ quyền đi kèm, là một sự vi phạm rõ ràng các quyền tự do được bảo đảm trong hiến pháp Cayman, bao gồm quyền sống riêng tư và gia đình. Ông đã sử dụng quyền lực tư pháp của mình để viết lại Luật Hôn nhân đảo, ra lệnh rằng điều khoản quy định hôn nhân được dành riêng cho các cặp vợ chồng dị tính, được thay đổi thành nhà nước, "'Hôn nhân' có nghĩa là sự kết hợp giữa hai người với nhau như vợ chồng của nhau".
Phán quyết có hiệu lực ngay lập tức và không yêu cầu phê chuẩn bởi Hội đồng Lập pháp hoặc Thống đốc. Vào ngày 3 tháng 4 năm 2019, Thủ tướng Alden McLaughlin tuyên bố rằng Chính phủ sẽ kháng cáo quyết định. Phán quyết đã bị Hội đồng phản đối, trong đó nhất trí thông qua một kiến nghị bày tỏ sự không đồng tình với phán quyết và tuyên bố quyết định của chính phủ. Các thành viên hội đồng phản đối mạnh mẽ phán quyết, với Đại diện Anthony Eden đang chê bai "sự khác biệt giữa Quần đảo Cayman và Sodom và Gomorrah là gì?" và Bộ trưởng Giáo dục Juliana O'Connor-Connolly mời các thành viên của cộng đồng phản đối và phá vỡ cuộc hôn nhân của dân oan, nói rằng "hãy tham dự cuộc hôn nhân... [và] đảm bảo rằng bạn phản đối".
Tòa án cấp phúc thẩm đã cấp yêu cầu của Chính phủ giữ nguyên phán quyết vào ngày 10 tháng 4 năm 2019, do đó ngăn chặn phán quyết có hiệu lực. Tòa án đã xét xử vụ án vào ngày 28-30 tháng 8 năm 2019, và vào ngày 7 tháng 11 năm 2019, nó đã đảo ngược phán quyết trước đó của Chánh án. Nó kêu gọi Vương quốc Anh bước vào và đảm bảo rằng quan hệ đối tác dân sự hoặc tương đương pháp lý được thực hiện nếu Chính phủ Quần đảo Cayman không làm như vậy. Vào tháng 1 năm 2020, các luật sư của cặp vợ chồng khởi kiện tuyên bố họ đã bắt đầu quá trình nộp đơn kháng cáo lên Hội đồng Cơ mật có trụ sở tại Vương quốc Anh.